# Campagne d'Albanie
Première Guerre mondiale
La campagne d'Albanie s'est déroulée entre 1915 et 1918 sur le territoire de l'Albanie, dans le cadre des événements plus larges de la campagne des Balkans de la Première Guerre mondiale.
Au début de la guerre, l'Albanie, indépendante depuis moins de deux ans, se trouve dans un état de crise interne profonde, le gouvernement faible du Premier ministre Essad Pacha (un allié du royaume de Serbie) étant miné par des groupes armés soutenus par l'Autriche-Hongrie et par les revendications territoriales des États voisins, notamment l'Italie et la Grèce. La défaite de l'armée serbe face aux Empires centraux en octobre 1915 et sa retraite vers la côte de la mer Adriatique par le nord de l'Albanie incitent l'Autriche-Hongrie à envahir le pays et, à l'inverse, l'Italie à déployer son propre corps expéditionnaire pour maintenir la possession du port stratégique de Vlora ; la situation se stabilise à la fin de 1916, les Austro-Hongrois contrôlant les régions du nord et du centre et les Italiens le sud, où ils trouvent le soutien des forces françaises engagées sur le front macédonien.
Le front albanais reste stationnaire jusqu'à la mi-1918 lorsque, dans le cadre des offensives plus larges entreprises par les Alliés dans les Balkans, les forces italiennes passent à l'attaque, repoussant progressivement les Austro-Hongrois vers le nord et prenant le contrôle de l'ensemble du pays, jusqu'à la stipulation de l'armistice de Villa Giusti le 3 novembre 1918, qui sanctionne la fin des hostilités avec l'Autriche-Hongrie.

## Contexte

### La constitution de l'Albanie indépendante

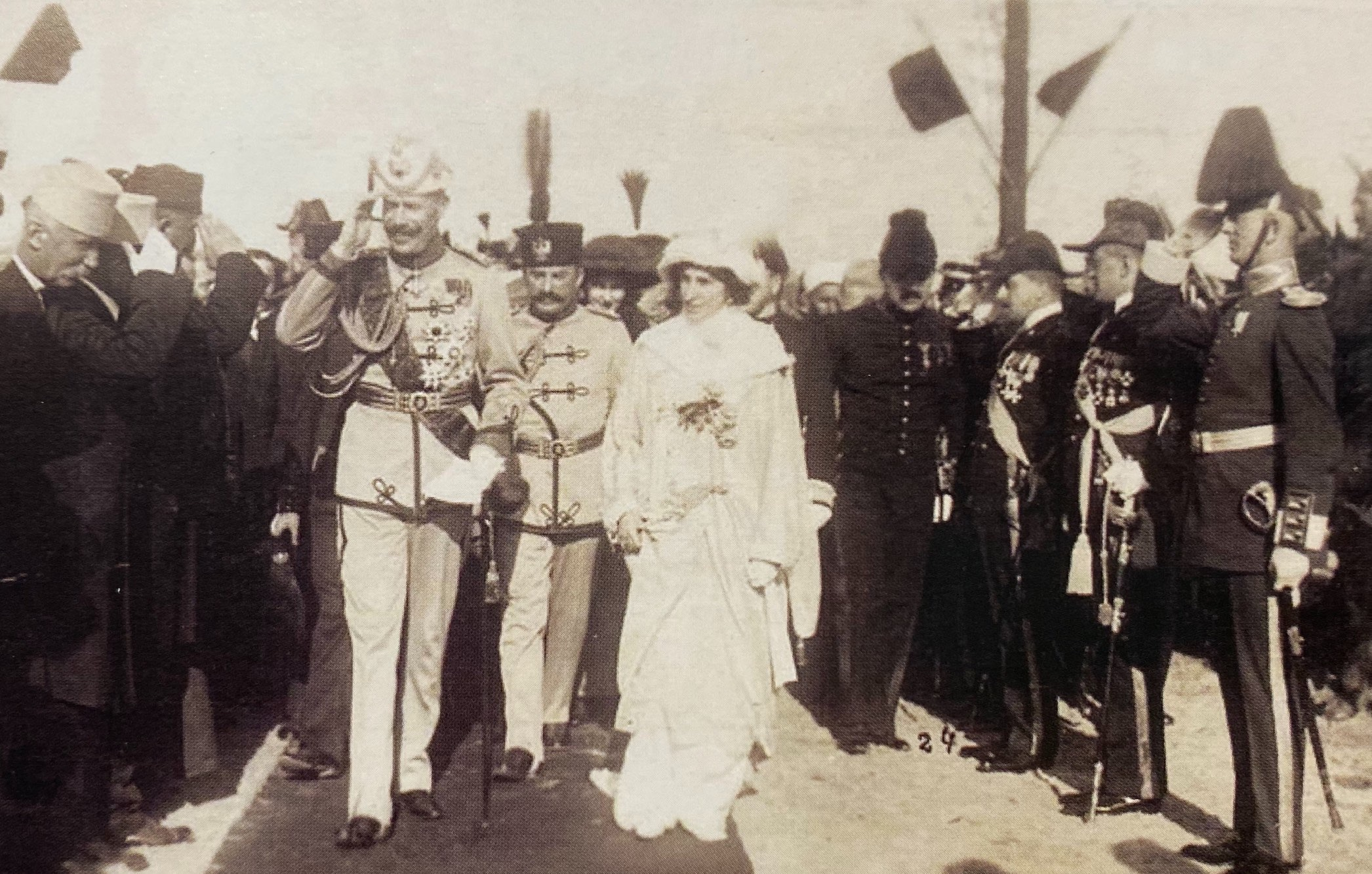
Guillaume de Wied arrive à Durrës le 7 mars 1914

Longtemps possession de l'Empire ottoman, l'Albanie a acquis son indépendance à la veille de la Première Guerre mondiale : en janvier 1912, un vaste soulèvement dans les territoires albanais a contraint les autorités ottomanes à accepter un accord visant à accorder une large autonomie à la région, et le 28 novembre 1912, une assemblée de nationalistes locaux réunis à Vlora a proclamé l'indépendance de la nation en tant qu'"Albanie indépendante" et l'établissement d'un gouvernement albanais provisoire dirigé par Ismail Qemali. Les nations balkaniques voisines avaient toutefois des ambitions expansionnistes différentes pour les territoires de l'Albanie elle-même, qui se sont concrétisées au cours des événements de la première guerre balkanique (octobre 1912-mai 1913) : le royaume du Monténégro visait l'annexion de la ville de Shkodra au nord, le royaume de Serbie visait la possession de l'Albanie septentrionale et centrale afin d'obtenir un débouché sur la mer Adriatique, tandis que le royaume de Grèce visait l'occupation de l'Épire septentrionale habitée par une forte minorité grecque.
Les visées expansionnistes des États de la "Ligue des Balkans" sont rapidement combattues par l'Empire austro-hongrois, qui s'oppose notamment à l'obtention d'un débouché sur la mer pour son ennemi serbe, et par le royaume d'Italie, qui voit d'un bon œil une Albanie indépendante sur laquelle il pourrait exercer une influence politique dominante. Les ambassadeurs des grandes puissances européennes, réunis à Londres pour redessiner l'ordre territorial des Balkans, alors irrévocablement modifié par le conflit, épousent ainsi l'idée d'une Albanie indépendante à laquelle les nations voisines doivent se soumettre : le traité de Londres du 30 mai 1913, concluant la première guerre balkanique, reconnaît ainsi la création d'un État albanais indépendant étendu de Shkodra à l'Épire du Nord. Pour le gouvernement du nouvel État, les grandes puissances choisissent un prince allemand, Wilhelm de Wied, qui est couronné le 7 mars 1914 comme souverain de la principauté d'Albanie ; une Commission internationale de contrôle, nommée par les puissances, est chargée d'organiser l'administration du nouvel État avec l'aide d'une gendarmerie internationale composée de troupes locales encadrées par des officiers néerlandais.

### L'effondrement du gouvernement central

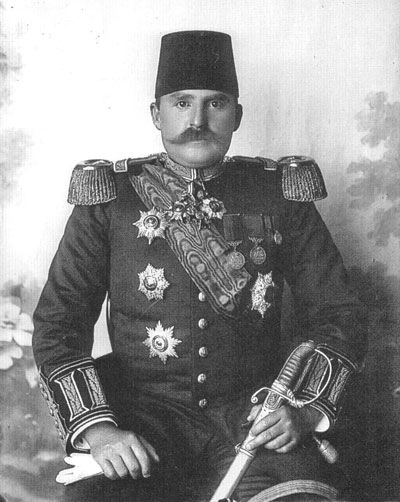
Essad Pacha, premier ministre pro-serbe d'Albanie.

La situation interne de l'Albanie indépendante était plus chaotique que jamais, une situation alimentée à la fois par les manœuvres déstabilisatrices des nations voisines et par les divisions politiques entre les nationalistes albanais eux-mêmes. Essad Pacha, ancien général ottoman et chef de la résistance de Shkodra au siège monténégrin, a établi une "république d'Albanie centrale" en octobre 1913, dont le siège est à Durrës, se présentant comme une alternative au gouvernement provisoire d'Ismail Qemali à Vlora ; Sous la pression des puissances européennes, Essad accepte alors le poste de ministre de l'Intérieur dans le gouvernement naissant du prince Guillaume, mais en janvier 1914, avec le soutien des Serbes, il tente un coup d'État à Elbasan avec des unités de la gendarmerie albanaise, se heurtant aux unités de la gendarmerie internationale et à celles de l'armée régulière restées fidèles à Guillaume. Au sud, les régions habitées par des Grecs ont proclamé leur indépendance le 28 février 1914 sous le nom de république autonome d'Épire du Nord, sous la direction de Georgios Christakis-Zografos, avec le soutien ouvert du gouvernement d'Athènes, tandis qu'au nord, les clans catholiques locaux soutenus par l'Autriche-Hongrie dans une fonction anti-serbe ont établi leurs propres milices sous la direction de Prênk Bibë Doda et Bajram Curri, auxquelles se sont ajoutés les groupes armés du leader nationaliste Isa Boletini recrutés parmi les expatriés albanais du Kosovo, qui avaient fui après l'annexion de la région à la Serbie; Le reste du pays est alors touché par le grand banditisme et les émeutes organisées par les différents clans les uns contre les autres.
L'alliance antimusulmane entre les catholiques du Nord, les Kosovars de Boletini et la gendarmerie du prince William accule les forces d'Essad Pacha, qui est contraint de s'exiler en Italie en mai 1914 ; un vaste soulèvement paysan d'inspiration musulmane, mené par le Haxhi Qamili depuis les régions centrales et favorable à une restauration de la domination ottomane sur l'Albanie, met néanmoins les autorités centrales en telle difficulté que leur contrôle se réduit en pratique à la capitale provisoire de Durrës après la prise par les rebelles de Berat le 12 juillet 1914 et de Vlora le 21 août suivant. Le 3 septembre 1914, le prince William, sans renoncer formellement à son rôle de monarque, quitte l'Albanie pour se réfugier à Venise et, trois jours plus tard, la Commission internationale de contrôle cesse d'exister, laissant le pays dans le chaos.
Le sénat albanais fait appel à Essad Pacha, exilé, pour former un nouveau gouvernement ; avec le soutien de l'Italie, Essad signe le 17 septembre 1914 un traité d'alliance avec le Premier ministre serbe Nikola Pašić, qui lui garantit un soutien économique et militaire dans ses efforts pour reconquérir l'Albanie. Essad est retourné en Albanie en octobre 1914 et ses forces ont rapidement pris le contrôle de Durrës et des régions centrales, mais n'ont pas réussi à rétablir l'ordre dans le reste du pays : tandis que les régions du nord restaient hors de contrôle, après des affrontements entre les hommes d'Essad et les combattants indépendantistes épirotes, le 27 octobre 1914, l'armée grecque a envahi l'Épire du Nord et a établi une administration militaire sur les territoires qui faisaient auparavant partie de la république autonome d'Épire du Nord. La décision grecque inquiète le gouvernement italien, qui craint qu'Athènes agisse sous l'égide de l'Autriche-Hongrie pour garantir à Vienne la possession de Vlora et donc le passage par le canal d'Otrante ; présentant sa démarche comme une tentative de limiter la contrebande d'armes dans la région albanaise, le gouvernement du Premier ministre Antonio Salandra ordonne, le 31 octobre 1914, l'occupation de l'îlot albanais de Saseno par une force de débarquement de la Regia Marina, suivie, le 26 décembre, du débarquement incontesté, dans le port de Vlora, de divisions de marins italiens rejoints ensuite par un régiment de bersagliers et une batterie d'artillerie de montagne du Regio Esercito.

## La campagne

### Premières opérations
Les événements de la crise interne de l'Albanie sont désormais liés à ceux de la Première Guerre mondiale, qui a débuté le 28 juillet 1914 avec la déclaration de guerre de l'Autriche-Hongrie contre la Serbie. Les Austro-Hongrois commencent à fournir aux milices catholiques de Bajram Curri et aux groupes armés kosovars d'Isa Boletini des armes et des fonds pour mener des raids et des actions perturbatrices contre les positions serbes au Kosovo ; la situation du gouvernement pro-serbe d'Essad Pacha s'aggrave en novembre, avec l'entrée en guerre de l'Empire ottoman aux côtés des Empires centraux : les autorités de Constantinople ont proclamé un jihād contre les nations de la Triple-Entente et leurs alliés, et les groupes rebelles musulmans ont rapidement coincé les gendarmes albanais d'Essad, qui ont été coupés et effectivement assiégés à l'intérieur de Durrës..

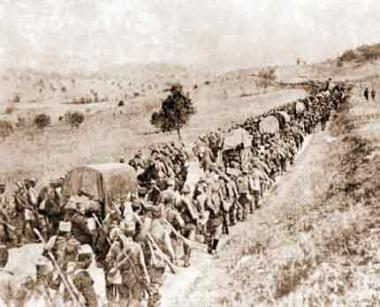
Les forces serbes se retirent en Albanie à la fin de 1915.

La position critique d'Essad a incité ses alliés serbes à intervenir : le 29 mai 1915, un contingent de 20 000 soldats serbes sous le commandement du général Dragutin Milutinović envahit le nord de l'Albanie par trois directions, dispersant rapidement les milices pro-Habsbourg de Curri et Boletini, les forçant à se réfugier dans leurs bastions du district de Mirdizia ; en dix jours, les Serbes étendent leur occupation aux régions centrales, prenant Elbasan et Tirana et libérant les forces d'Essad à Durrës du siège des rebelles musulmans. Profitant de la situation, le 11 juin, le roi Nicolas Ier du Monténégro, allié aux Serbes, ordonne l'occupation du territoire albanais au nord de la rivière Drin et le 15 juin, les Monténégrins entrent dans Shkodra; Bien qu'au moins formellement, le gouvernement Essad soit favorable à la Triple Entente, les gouvernements alliés commencent à formuler une partition territoriale de l'Albanie entre le Monténégro, la Serbie, la Grèce et l'Italie, et des accords à cet effet sont esquissés lors de la stipulation en avril 1915 du pacte de Londres avec le gouvernement italien, qui est sur le point de déclarer la guerre à l'Autriche-Hongrie.
L'entrée en guerre du royaume de Bulgarie aux côtés des Empires centraux, le 7 octobre 1915, scelle le sort de la Serbie : attaquée au nord par une armée conjointe austro-allemande et à l'est par les Bulgares, l'armée serbe est défaite et mise en déroute vers la région du Kosovo ; le débarquement des forces anglo-françaises à Thessalonique ne profite pas à la Serbie, car les troupes bulgares occupent rapidement la Macédoine, empêchant les alliés de se rejoindre. Le 28 novembre 1915, le commandant en chef serbe, le général Radomir Putnik, ordonne une retraite générale du Kosovo vers le Nord de l'Albanie et la côte de la mer Adriatique, d'où les Serbes espèrent obtenir une aide des forces navales alliées : au milieu de l'hiver, sous de fortes chutes de neige et avec de maigres provisions, les forces serbes ont dû traverser la difficile région montagneuse de Prokletije, perdant des dizaines de milliers d'hommes à cause de la famine, de l'hypothermie et des attaques des irréguliers albanais avant d'atteindre les zones contrôlées par les gendarmes d'Essad Pacha.

### L'évacuation de l'armée serbe

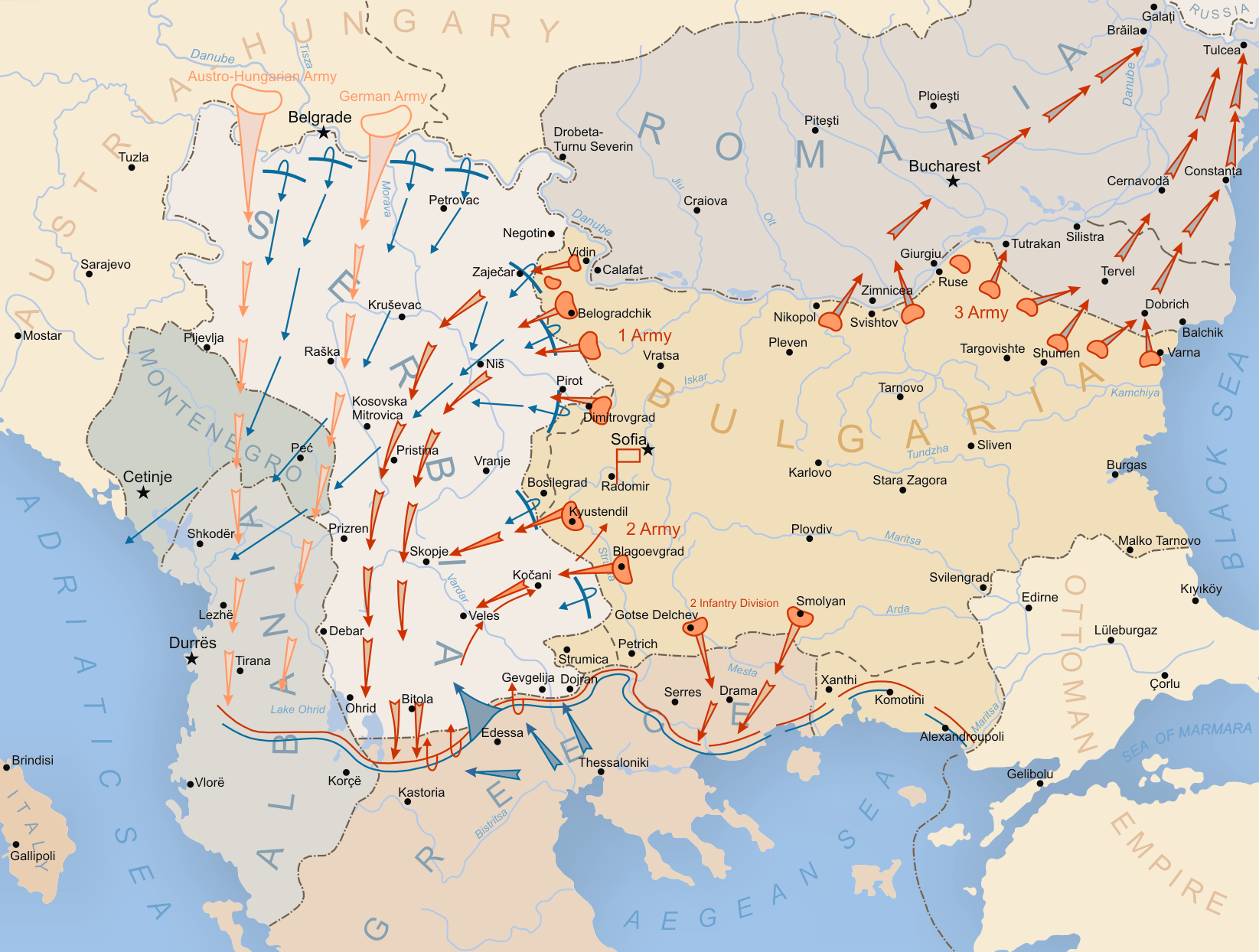
Opérations des forces des Empires centraux dans les Balkans entre octobre 1915 et août 1916

Face à l'effondrement de la Serbie, les gouvernements de l'Entente font pression sur l'Italie pour qu'elle envoie son contingent en Albanie et qu'elle mette à disposition ses forces navales dans l'Adriatique pour ravitailler les hommes de Putnik. Après de longues discussions entre les Italiens, les Français et les Britanniques sur le partage du fardeau de l'opération, les missions de ravitaillement naval de l'Italie vers l'Albanie commencent le 22 novembre 1915, tandis que le débarquement des troupes italiennes débute début décembre : le 1er décembre, un convoi naval amène à Vlora les 5 000 premiers soldats du " Corps spécial italien d'Albanie ", qui est porté à 28 000 hommes sous les ordres du général Emilio Bertotti à la mi-décembre et à 50 000 hommes en janvier, avec les brigades " Savona " et " Verona ", deux régiments de milice territoriale, un escadron de cavalerie, trois batteries de montagne et quatre pièces d'artillerie lourde.
La flotte austro-hongroise tente de perturber ces opérations : le 5 décembre, le croiseur léger Novara avec quatre destroyers et trois torpilleurs bombarde le port de San Giovanni di Medua en coulant deux cargos, tandis que le 6 décembre, le croiseur Helgoland avec six destroyers attaque le port de Durrës en coulant deux voiliers italiens et trois albanais. Le 29 décembre, le SMS Helgoland et cinq destroyers mènent une nouvelle action contre Durrës, mais le groupe se retrouve dans un champ de mines navales, perdant le destroyer Lika, tandis que le Triglav, endommagé, est coulé après avoir été intercepté par un groupe naval anglo-franco-italien. Cet échec entraîne la suspension des raids de surface austro-hongrois contre le trafic à destination de l'Albanie, auxquels sont affectées les actions des seuls sous-marins.
Après avoir vaincu et forcé la capitulation du Monténégro au cours d'une campagne rapide, les forces austro-hongroises envahissent le nord de l'Albanie à la fin du mois de janvier 1916 à la poursuite des restes de l'armée serbe, tandis que des unités bulgares pénètrent dans le pays par le nord-est en traversant le fleuve Drin : les Bulgares prennent Elbasan le 29 janvier, tandis que le XIXe corps d'armée austro-hongrois du général Ignaz Trollmann von Lovcenberg (avec la 47e, la 81e Division d'infanterie et la 220e brigade k. k. Landsturm) ont commencé à se frayer un chemin vers l'Albanie centrale. L'armée serbe, épuisée, n'a pas pu résister à cette invasion, et il a donc été décidé de l'évacuer par la mer : Les navires italiens, français et britanniques commencent les premiers embarquements de troupes à partir des ports de Saint-Jean de Méduse et de Durrës le 12 décembre 1915, et le 24 décembre le roi Pierre Ier de Serbie s'embarque avec sa suite pour Brindisi ; les Italiens insistent fortement pour que l'armée serbe quitte son cantonnement au nord pour le port plus sûr de Vlora au sud, une manœuvre qui commence le 7 janvier 1916. Deux interventions d'unités de surface de la flotte austro-hongroise contre les convois, le 27 janvier et le 6 février, ont été efficacement repoussées par les unités d'escorte alliées.

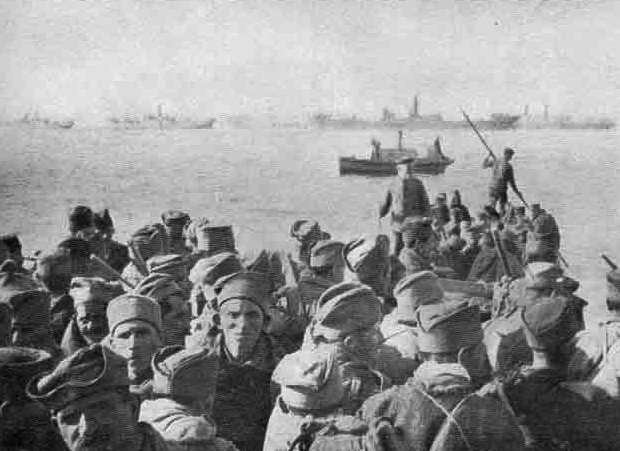
Soldats serbes pendant les opérations d'évacuation par la mer des ports albanais.

Les opérations d'embarquement à partir de San Giovanni di Medua se terminent le 22 janvier et la ville est évacuée, pour être finalement occupée par les Austro-Hongrois le 29 janvier ; l'embarquement des Serbes à partir de Durrës se termine le 9 février, mais il est décidé de maintenir la garnison italienne déjà présente dans le port (environ 9 000 hommes de la brigade " Savona " avec de l'artillerie et des unités de soutien, sous le commandement du général Giacinto Ferrero) afin d'essayer d'assurer la protection du faible gouvernement d'Essad Pacha[9]. Le XIXe corps d'armée austro-hongrois occupe Tirana le 11 février sans rencontrer de résistance, puis s'approche de Durrës ; après l'échec d'un assaut surprise contre les positions italiennes dans le village de Pieskza, les Austro-hongrois lancent une attaque en force le matin du 23 février, mettant immédiatement les unités de Ferrero sous pression et incitant le commandement italien à ordonner l'évacuation de la ville. Malgré la mer agitée et les tirs d'artillerie austro-hongrois, les troupes italiennes parviennent à s'embarquer sur les transports réunis à la hâte pour l'opération, tandis que le cuirassé Enrico Dandolo et les destroyers de la Regia Marina tiennent à distance les unités ennemies avec leurs gros canons ; les dernières unités de la brigade " Savona " sont embarquées dans la soirée du 26 février et transportées en lieu sûr à Valona, après avoir perdu environ 800 hommes parmi les morts, les blessés et les prisonniers. Parmi les évacués de Durrës se trouvait aussi Essad Pacha avec les restes de son gouvernement et quelques centaines de loyalistes, transportés en sécurité en Italie; après un séjour à Rome et à Paris, en août 1916 Essad atteignit Thessalonique où avec l'aide des Serbes et des Français il installa un cabinet reconnu par les Alliés comme le gouvernement albanais en exil.
L'évacuation du gros des forces serbes de Vlora s'est achevée le 23 février, et les derniers soldats ont quitté l'Albanie le 5 avril suivant : les efforts conjugués d'une flotte de 45 vapeurs italiens, 26 français et 17 britanniques permettent l'évacuation de plus de 260 000 soldats et réfugiés civils (dont 23 000 prisonniers austro-hongrois capturés par les Serbes), ainsi que de 10 000 chevaux, 68 canons et autres matériels de guerre; transportées d'abord à Bizerte puis à Corfou, les divisions serbes sont réorganisées avec l'aide des Français puis envoyées sur le nouveau front établi par les Alliés devant Thessalonique.

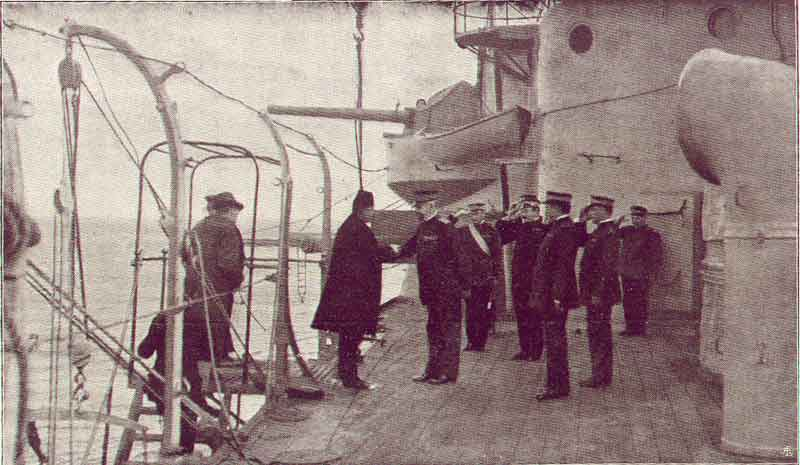
Essad Pacha quitte Durrës à bord d'une unité navale alliée.

### L'occupation du sud
Ayant occupé Durrës, les Austro-Hongrois décident de ne pas tenter une action similaire contre Vlora, compte tenu également du renforcement considérable de la garnison italienne : à la fin du mois de février, le « Corps spécial italien d'Albanie », redésigné depuis le 20 mars comme XVIe Corps d'armée, avait atteint environ 100 000 hommes répartis entre la 38e (brigades " Savona " et " Puglie "), la 43e (brigades " Arno " et " Marche ") et la 44e Division d'infanterie (brigades " Taranto " et " Verona "), solidement établis dans un vaste camp retranché tout autour de la ville ; le commandement des unités italiennes passe au général Settimio Piacentini, remplacé en mai par le général Oreste Bandini, lui-même remplacé à la fin de l'année par le général Giacinto Ferrero[. L'engagement en Albanie a toujours été considéré par le commandant en chef de l'armée italienne, le général Luigi Cadorna, comme un détournement inutile de troupes du front principal dans les Alpes et, en juin 1916, les 43e et 44e divisions sont rappelées en Italie pour s'opposer à la Strafexpedition mise en place par les Austro-Hongrois sur le plateau d'Asiago; cependant, la possession de Valona est d'une importance capitale pour maintenir le blocus du canal d'Otrante et la garnison italienne est laissée en place.
Maîtres d'environ deux tiers du pays, les Austro-Hongrois ont établi un régime d'occupation relativement bienveillant, bien qu'il y ait eu quelques désaccords sur la question de savoir qui devait être à la tête du gouvernement : les Austro-Hongrois et les clans catholiques du nord voient d'un bon œil le retour effectif sur le trône du prince Guillaume de Wied, alors officier dans l'armée allemande, mais les Bulgares poussent à la candidature dans ce rôle de Kyril de Bulgarie, deuxième fils du roi Ferdinand Ier, tandis que les musulmans des régions centrales aspirent à un prince d'origine turque ; un accord entre Vienne et Sofia en avril 1916 a finalement abouti à la cession à la Bulgarie des districts de Prizren et de Pristina au Kosovo en échange de l'évacuation par les Bulgares d'Elbasan au nord-est de l'Albanie, où les Austro-Hongrois ont établi un gouvernement provisoire dirigé par un ancien ministre de Guillaume, Akif Pascià. Outre le recrutement de diverses bandes d'irréguliers locaux, les Austro-Hongrois ont recruté une « Légion albanaise » de troupes régulières encadrées par des officiers autrichiens, qui comptait entre 5 000 et 6 000 hommes répartis en neuf petits bataillons.

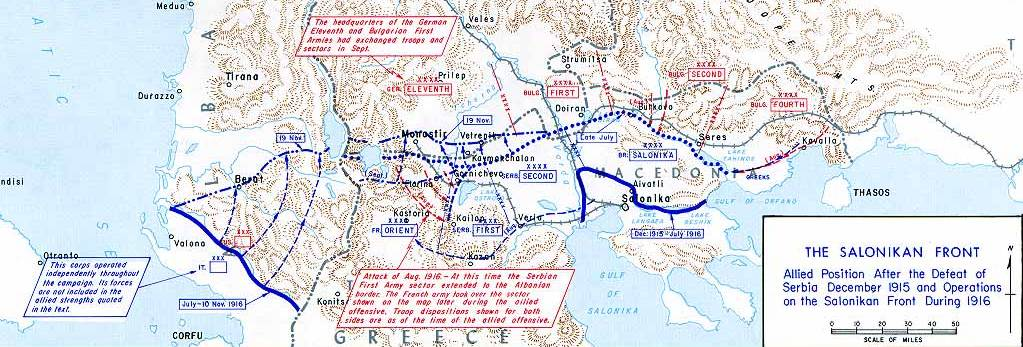
Le front des Balkans et les offensives alliées entre 1915 et 1916

Après avoir établi une solide position défensive au sud de la rivière Voiussa pour protéger Vlora, à la mi-août 1916, le général Bandini reçoit l'ordre de procéder à l'occupation d'un certain nombre d'emplacements stratégiques dans le sud de l'Albanie, dans la zone jusqu'alors contrôlée par la Grèce (qui, au mois d'avril précédent, avait proclamé l'annexion officielle du nord de l'Épire, provoquant les protestations des gouvernements de l'Entente); cette démarche s'inscrit dans le cadre de diverses pressions exercées par les Alliés sur le gouvernement d'Athènes, déchiré en interne par le contraste entre le roi Constantin Ier, pro-allemand, et le Premier ministre Eleutherios Venizelos, favorable à une alliance avec les Anglo-Français. L'intention des Italiens était également d'établir un lien avec les forces alliées à Salonique, réunies depuis août 1916 dans une "Armée alliée de l'Est" composée de troupes françaises, britanniques, serbes, russes et italiennes sous le commandement du général français Maurice Paul Emmanuel Sarrail, et d'empêcher une action similaire des forces bulgares qui auraient pu s'allier aux Austro-Hongrois pour bloquer Vlora par le sud également : le 18 août 1916 déjà, une colonne bulgare en provenance d'Ohrid avait occupé la ville de Coriza dans le Sud-Est de l'Albanie, sans opposition de la garnison grecque locale.
Le 24 août, une colonne italienne venue de Vlora par voie terrestre et un contingent débarqué par voie maritime prennent possession de Port Palermo, dans le Sud de l'Albanie, sans rencontrer de résistance de la part du détachement de gendarmes grecs qui y est stationné. Après avoir formellement alerté le commandement grec, le 2 octobre, les parties de débarquement de la marine suivantes occupèrent Santi Quaranta plus au sud et y établirent une base de soutien pour patrouiller le canal d'Otrante, tandis que le 3 octobre, deux colonnes terrestres de Tepelenë et Santi Quaranta occupèrent la ville de Gjirokastra, le principal centre de l'Épire du Nord. Depuis le 12 septembre précédent, les forces de Sarrail à Thessalonique ont lancé une vaste offensive en direction de Monastir dans le sud de la Macédoine, repoussant progressivement la résistance acharnée des Bulgares ; des patrouilles françaises et italiennes se rencontrent le 25 octobre près de la ville d'Ersekë dans le sud de l'Albanie, et après avoir pris Monastir elle-même le 19 novembre, Sarrail détache une colonne de cavalerie française qui occupe Choriza le 29 novembre, rencontrant peu de résistance,: les Alliés ont ainsi réussi à établir un front plus ou moins continu de Vlora à l'ouest jusqu'au golfe d'Orfani à l'est. Finalement, à partir du 9 décembre, en dépit des considérations du général Cadorna, le service aéronautique (Servizio Aeronautico) du Regio Esercito reçoit l'ordre d'affecter le VIIIe groupe de vol au XVIe corps d'armée, qui est stationné près de Krionero.

### Manœuvres politiques et militaires

La situation en Albanie à la fin de 1916

Les forces françaises à Coriza doivent faire face à une guérilla menée par des irréguliers albanais, en particulier les bandes du chef nationaliste Sali Butka, à la solde des Austro-Hongrois, qui, à la fin de l'année, incendient et pillent l'ancienne ville de Moscopole. Le commandant des forces françaises à Coriza, le colonel Henri Descoins, établit une série de contacts avec les notables locaux et en particulier avec le chef de la guérilla Themistokli Gërmenji : Le 10 décembre 1916, avec l'approbation de Sarrail, Descoins proclame la création d'une " république autonome de Coriza " sous le protectorat de la France, avec Gërmenji dans le rôle de préfet de la ville.
La démarche de Descoins et Sarrail a provoqué de fortes protestations diplomatiques du gouvernement de Rome auprès de son homologue parisien, car les Italiens y voyaient une violation des accords sanctionnés par le Pacte de Londres ; le ministère français des Affaires étrangères a reconnu les revendications italiennes, mais Sarrail a insisté sur le maintien de l'autonomie de Coriza, car cela avait provoqué une forte sympathie des Albanais pour la France et conduit au recrutement de plusieurs unités de guérilla locales pour la cause alliée. Les Italiens décident alors de réaffirmer leurs revendications politiques sur l'Albanie et, le 3 juin 1917, le général Ferrero proclame à Gjirokastra la création d'un protectorat italien d'Albanie; Une semaine plus tard, une colonne italienne franchit la frontière entre l'Albanie et la Grèce et occupe à nouveau, sans aucune opposition des troupes grecques, l'importante ville de Ioannina, une action officiellement motivée par des raisons militaires mais en réalité dictée davantage pour parer aux revendications grecques ou françaises de l'Eprio du Nord. Ce geste, associé à la proclamation de Gjirokastra, provoque une certaine irritation des gouvernements de l'Entente à l'égard de Rome, mais sert également de moyen de pression supplémentaire des Alliés à l'égard d'Athènes : le 27 juin, le roi Constantin Ier accepte d'abdiquer en faveur de son fils Alexandre et de rappeler Venizélos au gouvernement, qui, le 30 juin suivant, fait entrer la Grèce en guerre aux côtés des Alliés.

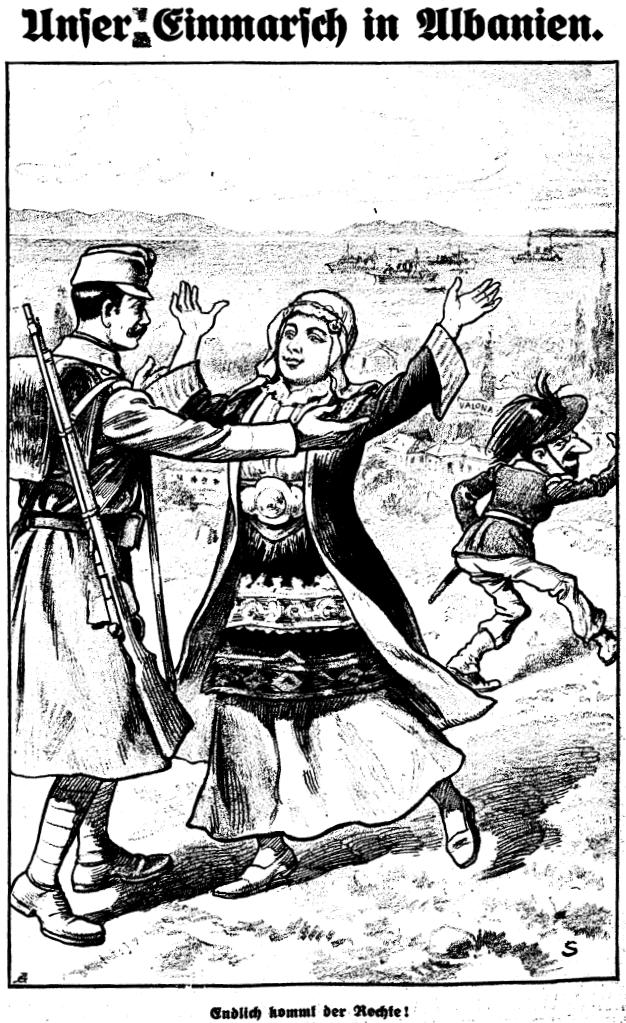
Une affiche de propagande austro-hongroise circulant en Albanie en 1916.

Pendant une grande partie de l'année 1917, le front albanais reste stationnaire : les Italiens effectuent des bombardements aériens périodiques sur la base austro-hongroise de Durrës, mais ne tentent pas d'opérations terrestres majeures. À la fin du mois d'octobre, face à la retraite catastrophique consécutive à la défaite dans la bataille de Caporetto, une proposition est faite de rappeler le corps expéditionnaire stationné en Albanie, mais également en raison de l'opposition du haut commandement de la Marine, qui considère la possession de Vlora d'une importance vitale pour le maintien du blocus du canal d'Otrante, et la stabilisation de la situation sur le fleuve Piave, la proposition est abandonnée. L'Armée alliée de l'Est reprend ses attaques sur le front bulgare et, entre mars et mai 1917, une série d'opérations concerne la zone située entre le lac Ohrid et le lac Prespa, à la frontière entre l'Albanie et la Macédoine (dite "deuxième bataille de Monastir") : le terrain gagné par les Français est en grande partie perdu dans les contre-attaques des unités bulgaro-allemandes et l'action se solde par un échec pour les Alliés. Un succès limité est obtenu le 7 septembre 1917, dans le secteur du lac Ohrid: un groupe divisionnaire français, soutenu par environ un millier d'Albanais de la république de Coriza, lance une attaque victorieuse contre les lignes bulgares qui aboutit à la prise de la ville de Pogradec. Les échecs répétés sur le front de Salonique, ainsi que la volonté de se réconcilier avec les Alliés, entraînent le rappel du général Sarrail le 14 décembre 1917, qui est remplacé par le général Adolphe Guillaumat, lui-même remplacé le 17 juin 1918 par le général Louis Franchet d'Espèrey.
Le départ de Sarrail a privé la république de Coriza de son principal soutien. Le 7 novembre 1917, Themistokli Gërmenji, arrêté sous l'accusation précaire de collaborationnisme avec les Empires centraux, est fusillé à Thessalonique après un procès expéditif devant un tribunal militaire français, une mesure visant principalement à consolider le soutien de la France au gouvernement grec de Venizelos. Le 16 février 1918, le nouveau commandant français du secteur de Coriza, le général Salle, abolit formellement le précédent statut autonomiste de la république proclamée le 10 décembre 1916, plaçant la région sous le strict contrôle des autorités militaires françaises.

### Opérations finales
Une fois la crise de Caporetto passée, le corps expéditionnaire italien en Albanie avait repris de l'ampleur et, au début de 1918, il pouvait compter trois divisions d'infanterie, la 13e (brigades "Barletta" et "Palermo"), la 36e (brigades "Puglie" et "Tanaro") et la 38e (brigades "Savona" et "Verona"), ainsi que la 9e brigade de cavalerie, toutes toujours sous le commandement du général Giacinto Ferrero. Début mars, la XXVe division d'assaut est également formée (qui prendra le numéro de XVIe à partir du 20 mai) dont le commandement est confié au capitaine Giovanni Amighini. De l'autre côté du front, le XIXe corps d'armée austro-hongrois (à partir de septembre 1918, redésigné Armeegruppe Albanien, " Groupe d'armée Albanie ") est désormais sous le commandement du populaire général Karl Freiherr von Pflanzer-Baltin, mais la crise générale de l'Empire n'assure plus qu'un faible afflux de renforts sur ce front considéré comme secondaire.
À la mi-mai 1918, les forces italiennes et françaises conviennent d'une offensive combinée dans le centre-sud de l'Albanie, dans la région des vallées fluviales de Devoll et d'Osum, afin de réduire la largeur d'un saillant tenu par les Austro-Hongrois et d'obtenir de meilleures positions défensives dans les zones de haute altitude. L'action se déroule entre le 15 et le 17 mai et remporte plusieurs succès: avec l'apport également de deux bataillons recrutés parmi les Albanais, les forces italiennes avancent sur une profondeur d'environ vingt kilomètres jusqu'à la ligne entre les villes de Cerevoda et Protopapa, repoussant ensuite diverses contre-attaques des Austro-Hongrois.
Une nouvelle offensive est prévue pour le mois de juillet, visant les positions austro-hongroises près de Vlora et la région de Berat, et l'action commence le matin du 6 juillet. Sur la droite, les troupes italiennes et albanaises attaquent la zone du mont Tomorr mais sont bloquées par la résistance acharnée de l'ennemi et la difficulté de se coordonner avec une colonne française positionnée sur leur flanc est. Au centre, une colonne de bersagliers réussit à franchir le cours de la Vojussa et à ouvrir la route vers Berat, tandis que le long de la côte, sur la gauche, la division du général Nigra, soutenue par la cavalerie et le feu de quelques monitors britanniques arrivés à Vlora, attaque les hauteurs entre Levani et le monastère de Pojani, qu'elle capture le 7 juillet après de violents combats. Les attaques sur Tomorr se poursuivent avec une lente progression jusqu'au 8 juillet, date à laquelle la résistance austro-hongroise cède finalement, laissant la montagne aux mains des Italiens, tandis qu'au centre les bersagliers continuent à gagner du terrain dans la zone du massif de Mallakastër. Le 9 juillet, la ligne austro-hongroise est brisée et les troupes italiennes occupent Berat, faisant au total environ 2 000 prisonniers parmi les troupes austro-hongroises. La difficulté d'acheminer le ravitaillement dans une zone montagneuse dépourvue de routes ralentit la progression ultérieure des troupes italiennes, ce qui permet à Pflanzer-Baltin de faire appel à ses maigres réserves pour organiser une contre-attaque. Le 24 juillet, les Austro-Hongrois attaquent le long du cours de la rivière Seman, et après de nombreux efforts, ils parviennent finalement à repousser les unités italiennes, reprenant Berat le 26 août.
Le 14 septembre 1918, le général Louis Franchet d'Espèrey, dernier commandant de l'armée alliée en Orient, lance l'attaque décisive sur le front macédonien, appelée "offensive du Vardar". Alors que les Britanniques et les Grecs maintiennent l'ennemi engagé à l'est, les Français, les Serbes et les Italiens percent le front des Empires centraux à l'ouest, provoquant l'effondrement de l'armée bulgare; d'Espèrey demande instamment le début des opérations sur le front albanais également, et le 2 octobre, des unités navales italiennes et britanniques bombardent le port de Durrës, obligeant les Austro-Hongrois à commencer les opérations pour dégager la base. 34] Face à la dissolution de ses alliés, Pflanzer-Baltin n'a d'autre choix que d'ordonner la retraite de ses unités, qui sont poursuivies jusqu'au front par les troupes italiennes du général Ferrero. Le 30 septembre, les troupes italiennes de Macédoine avaient fait leur entrée à Elbasan, tandis que la brigade "Tanaro" forçait la ligne de la rivière Shkumbin, ouvrant ainsi la voie à l'Albanie centrale ; le 14 octobre, les premières unités italiennes entraient dans Durrës, qui avait déjà été libérée de l'ennemi le 10 octobre, tandis que le 15 octobre, Tirana était occupée. L'avancée s'est poursuivie dans le nord de l'Albanie, avec l'occupation de San Giovanni in Medua le 28 octobre et de Shkodra le 1er novembre. Au cours de ce vaste cycle opérationnel, les unités alliées ont bénéficié du soutien robuste de l'armée de l'air : par exemple, le VIIIe groupe d'aviation a effectué à lui seul plus de 800 missions de guerre, largué plus de 100 tonnes de bombes et participé à quatre-vingts batailles aériennes. Enfin, alors que les troupes italiennes sont sur le point d'entrer au Monténégro, le 3 novembre arrive la nouvelle de la signature de l'armistice de Villa Giusti, qui sanctionne la fin des hostilités également sur le front albanais.

## Conséquences

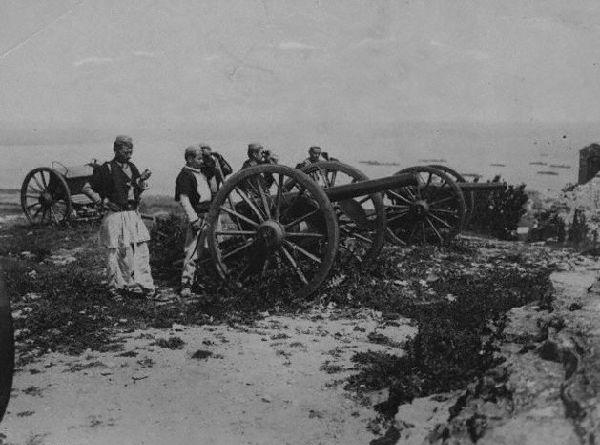
Artillerie albanaise pendant la guerre de Vlora contre les Italiens en 1920.

À la fin du conflit, la question de l'avenir politique de l'Albanie a été proposée lors des négociations de paix finales. Essad Pacha se rend à Paris pour tenter de se présenter comme représentant de l'Albanie à la conférence de paix qui s'ouvre le 18 janvier 1919, mais sans succès ; le 13 juin 1920, il est victime d'une tentative d'assassinat par Avni Rustemi, un nationaliste démocratique albanais hostile à l'ancien ordre féodal incarné par Essad. L'Albanie reste sous l'occupation des Alliés victorieux: les Français conservent l'administration de la région de Coriza, tandis que le royaume des Serbes, Croates et Slovènes nouvellement proclamé place sous son contrôle les régions de Lumë et de Peshkopi dans le Nord-Est ; le reste du pays est sous l'occupation militaire des Italiens.
Une assemblée de politiciens albanais des zones sous contrôle italien s'est réunie à Durrës entre le 25 et le 28 décembre 1918 sous la direction de l'ancien ministre des affaires étrangères Mehmet Konica : le "congrès de Durrës" a conduit à la formation d'un gouvernement provisoire albanais dirigé par l'ancien premier ministre Turhan Pascià Përmeti, qui était étranger et hostile à l'institution parallèle dirigée par Essad Pacha et chargée de représenter l'Albanie à la conférence de paix de Paris. La conférence, s'inspirant du principe d'autodétermination des peuples exprimé dans les "Quatorze points" de Woodrow Wilson, rejette avec force ce qui avait été établi par le pacte de Londres entre l'Italie et la Triple-Entente concernant le partage territorial de l'Albanie, affirmant l'intégrité de l'État dans les frontières tracées par le traité de Londres du 30 mai 1913. La délégation conduite par Përmeti et Konica à la conférence de paix de Paris n'obtient que peu de résultats, à tel point qu'en janvier 1920, les représentants des puissances européennes commencent à formuler des plans concrets pour un partage de l'Albanie entre l'Italie, la Grèce et le royaume des Serbes ; ceci, combiné au fait que le nouvel exécutif est perçu comme trop succube des Italiens, conduit rapidement à un nouveau soulèvement. Entre le 28 et le 31 janvier 1920, une nouvelle assemblée de notables albanais réunis à Lushnjë dépose le gouvernement Përmeti et proclame la constitution d'un nouvel exécutif avec Sulejman Delvina comme premier ministre, déplaçant également le siège de la capitale de Durrës à Tirana.
Le nouveau gouvernement parvient progressivement à récupérer la souveraineté du territoire albanais. Le 15 juin 1920, les dernières forces françaises quittent Coriza, rendant le contrôle aux Albanais. La situation avec l'Italie, toujours maîtresse de Vlora, devient de plus en plus tendue et débouche en juin 1920 sur une série d'affrontements armés entre les troupes italiennes et les milices albanaises organisées par le nouveau gouvernement. La "guerre de Vlora" se confond avec une période de fortes tensions internes en Italie dans le climat de démobilisation qui suit la fin de la Première Guerre mondiale, tensions qui aboutissent à la "révolte des Bersaglieri" entre le 25 et le 28 juin ; la révolte et le désintérêt progressif pour les affaires albanaises poussent le nouveau gouvernement Giolitti à négocier un désengagement général de l'Albanie. Le 2 août 1920, un protocole signé entre Rome et Tirana sanctionne la renonciation italienne au protectorat sur l'Albanie et à ses revendications territoriales sur Vlora (à l'exception de l'îlot de Saseno, qui reste sous contrôle italien), et un mois plus tard, les dernières troupes italiennes quittent le pays. Dans le nord du pays, les relations avec le nouveau royaume yougoslave restent très tendues en raison de l'activité des Kachaks (mot turc pour "bandits"), des guérilleros d'origine albanaise qui mènent des raids dans le Kosovo et la Macédoine sous contrôle serbe, sous l'égide du Comité de défense nationale du Kosovo de Hasan Prishtina et Bajram Curri, et qui provoquent des actions de représailles de la part des Yougoslaves dans les zones frontalières albanaises ; la situation se normalise progressivement à partir de décembre 1921, lorsqu'une zone neutre est établie à la frontière entre les deux pays sous l'autorité de la Société des Nations.
La situation interne est restée chaotique pendant longtemps, avec des gouvernements faibles se succédant, des tentatives de sécession comme celle de la république de Mirdita (proclamée par les clans catholiques du nord en juillet 1921 mais réprimée par les troupes du gouvernement central en novembre de la même année) et des tentatives de coup d'État ; La situation a finalement connu une certaine stabilité en janvier 1925 lorsque, après avoir renversé le gouvernement de Fan Stilian Noli, l'ancien ministre de l'Intérieur Ahmet Muhtar Bej Zogolli a proclamé l'établissement d'une République albanaise dont il s'était lui-même élu président avec des pouvoirs dictatoriaux.

## Référence
1. ↑  Ivetic 2006, p. 103.
2. ↑  Ivetic 2006, p. 98.
3. ↑  Ivetic 2006, pp. 142-145.
4. 1 2  Thomas & Babac 2014, p. 35.
5. ↑  Favre 2008, p. 55.
6. 1 2 3 4 5  (en) « Liberation of Kosovo andD Metohia », sur rastko.rs.
7. ↑  Thomas & Babac 2014, p. 33.
8. ↑  Favre 2008, p. 89.
9. 1 2  « Spedizione italiana in Albania - Fatti d'arme - Occupazione », sur storiologia.it.
10. ↑  Favre 2008, p. 93.
11. ↑  Favre 2008, pp. 113-116.
12. ↑  Thomas & Babac 2014, p. 23.
13. ↑  Favre 2008, p. 137.
14. ↑  Favre 2008, p. 138.
15. ↑  Favre 2008, pp. 140-141.
16. 1 2 3  Thomas & Babac 2014, p. 36.
17. ↑  « Favre 2008 ».
18. 1 2 3  Thomas & Babac 2014, p. 37.
19. ↑  The Times 1917, p. 22.
20. 1 2  « Les Français et la République de Kortcha ».
21. 1 2  The Times 1917, p. 35.
22. ↑  Favre 2008, p. 154.
23. ↑  Favre 2008, p. 156.
24. ↑  « Operazioni in Oriente e in Albania ».
25. 1 2  Gentili 1999, p. 43.
26. 1 2 3  « Korçë dans la Grande Guerre », sur balkanologie.revues.org.
27. ↑  Favre 2008, p. 195.
28. ↑  Favre 2008, p. 196.
29. ↑  Favre 2008, p. 225.
30. 1 2 3  Thomas & Babac 2014, p. 16.
31. ↑  (it) « Storia del XVI° Reparto d'Assalto ».
32. ↑  (en) « Karl Freiherr von Pflanzer-Baltin ».
33. 1 2 3 4  « L'opera del XVI Corpo d'armata italiano in Albania in 1918 ».
34. ↑  Favre 2008, p. 256.
35. ↑  (sq) « Kongresi i Durrësit, 25 dhjetor 1918 » (consulté le 11 mars 2015).
36. ↑  Pearson Owen: Albania in the twentieth century: a history aux éditions I.B.Tauris, 2004, p=138  (ISBN 978-1-84511-013-0).
37. ↑  Prifti Kristaq: The truth on Kosova aux éditions Encyclopaedia Publishing House - 1993, p=163.

## Source
- (it) Cet article est partiellement ou en totalité issu de l’article de Wikipédia en italien intitulé « Campagna di Albania » (voir la liste des auteurs).